# 양자 회로
양자 회로(Quantum circuit)는 양자 정보 이론에서 고전 회로와 유사한 양자 계산을 위한 모델이다. 여기서 계산은 일련의 양자 게이트, 측정, 알려진 값으로의 큐비트 초기화 및 기타 동작이다. 양자 계산을 가능하게 하기 위해 회로가 큐비트에서 수행할 수 있어야 하는 최소 작업 집합을 디빈센조(DiVincenzo)의 기준이라고 한다.
회로는 수평축이 시간이고 왼쪽에서 시작하여 오른쪽에서 끝나도록 작성된다. 수평선은 큐비트이고, 이중선은 고전적 비트를 나타낸다. 이 선으로 연결된 항목은 측정이나 게이트와 같이 큐비트에서 수행되는 작업이다. 이 선은 이벤트의 순서를 정의하며 일반적으로 물리적 케이블이 아니다.
양자 회로 요소의 그래픽 묘사는 펜로스 그래픽 표기법의 변형을 사용하여 설명된다. 리처드 파인만은 1986년에 양자 회로 표기법의 초기 버전을 사용했다.

## 같이 보기
- 스핀 네트워크